# Roman Pacholuk
Roman Wasylowycz Pacholuk, ukr. Роман Васильович Пахолюк (ur. 3 października 1979 roku w miejscowości Kornyn, w obwodzie żytomierskim) – ukraiński piłkarz, grający na pozycji napastnika. Zmienił obywatelstwo na kazachskie.

## Kariera piłkarska

### Kariera klubowa
Wychowanek RUFK w Kijowie. W 1997 rozpoczął karierę piłkarską w CSKA Kijów. Najpierw występował w drugiej drużynie, a 2 maja 1998 debiutował w Wyższej lidze. W sezonie 2000/2001 został wypożyczony do klubu Systema-Boreks Borodzianka. Kiedy na początku 2002 został utworzony Arsenał Kijów, próbował przebić się do podstawowego składu kanonierów, ale powrócił do CSKA. W 2003 wyjechał do Kazachstanu, gdzie bronił barw klubu Ordabasy Szymkent. Po roku powrócił do Ukrainy, gdzie został piłkarzem Czornomorca Odessa. Kolejnymi klubami w jego karierze byli: FK Mikołajów, Nywa Winnica, Zakarpattia Użhorod oraz Dnipro Czerkasy. Na początku 2008 przeszedł do kazachskiego Kajsaru Kyzyłorda, a w 2009 do Łokomotiwu Astana. W 2011 bronił barw klubów FK Taraz i FK Astana. W 2012 powrócił do Ordabasy Szymkent.

### Kariera reprezentacyjna
Występował w młodzieżowej reprezentacji Ukrainy.

## Sukcesy i odznaczenia

### Sukcesy klubowe
- mistrz Drugiej Lihi: 2006
- finalista Pucharu Ukrainy: 2001

### Sukcesy indywidualne
- król strzelców Pierwszej Lihi: 2005